# Xanthochlorus tenellus
Xanthochlorus tenellus är en tvåvingeart som först beskrevs av Christian Rudolph Wilhelm Wiedemann 1817.  Xanthochlorus tenellus ingår i släktet Xanthochlorus och familjen styltflugor. Arten är reproducerande i Sverige. Inga underarter finns listade i Catalogue of Life.